# سقوط بغداد (۱۹۱۷)
با دیگر سقوط‌های بغداد اشتباه نگیرید.
سقوط بغداد (۱۱ مارس ۱۹۱۷) در جریان لشکرکشی به میان‌رودان و نبرد میان نیروهای امپراتوری بریتانیا و امپراتوری عثمانی در جنگ جهانی اول رخ داد.

## ورود ژنرال سر فردریک استنلی مود
پس از تسلیم پادگان کوت توسط بریتانیایی‌ها در ۲۹ آوریل ۱۹۱۶، ارتش بریتانیا در میان‌رودان دستخوش بازسازی اساسی شد. فرمانده جدید، ژنرال سر فردریک استنلی مود، وظیفه بازیابی اعتبار نظامی بریتانیا را به عهده گرفت.
ژنرال مود تا پایان ۱۹۱۶ مشغول بازسازی ارتش خود بود. بیشتر سربازان او از مستعمره هند استخدام و سپس از راه دریا به بصره فرستاده شدند. در حالی که این نیروها در حال آموزش بودند، مهندسان نظامی بریتانیا یک راه‌آهن صحرایی از ساحل تا بصره ساختند. ژنرال مود همچنین نیروی کوچکی از قایق‌های مسلح و کشتی‌های پشتیبانی رودخانه‌رو را در منطقه مستقر کرد.
بریتانیایی‌ها کارزار جدید خود را در ۱۳ دسامبر ۱۹۱۶ آغاز کردند. انگلیسی‌ها حدود پنجاه‌هزار سرباز آموزش‌دیده و مجهز داشتند؛ بیشترشان سربازان هند بریتانیا از نیروی اعزامی هند د که به همراه لشکر ۱۳ (غربی) ارتش بریتانیا، نیروهای اعزامی میان‌رودان را تشکیل می‌دادند. بخش‌های هندی سپاه سوم هند (که سپاه دجله نیز نامیده می‌شد) نیز در واحدهای ارتش بریتانیا بود. نیروهای عثمانی کوچکتر بودند؛ شاید حدود بیست‌وپنج هزار نیرو، تحت فرماندهی ژنرال خلیل پاشا.

## ورود به بغداد

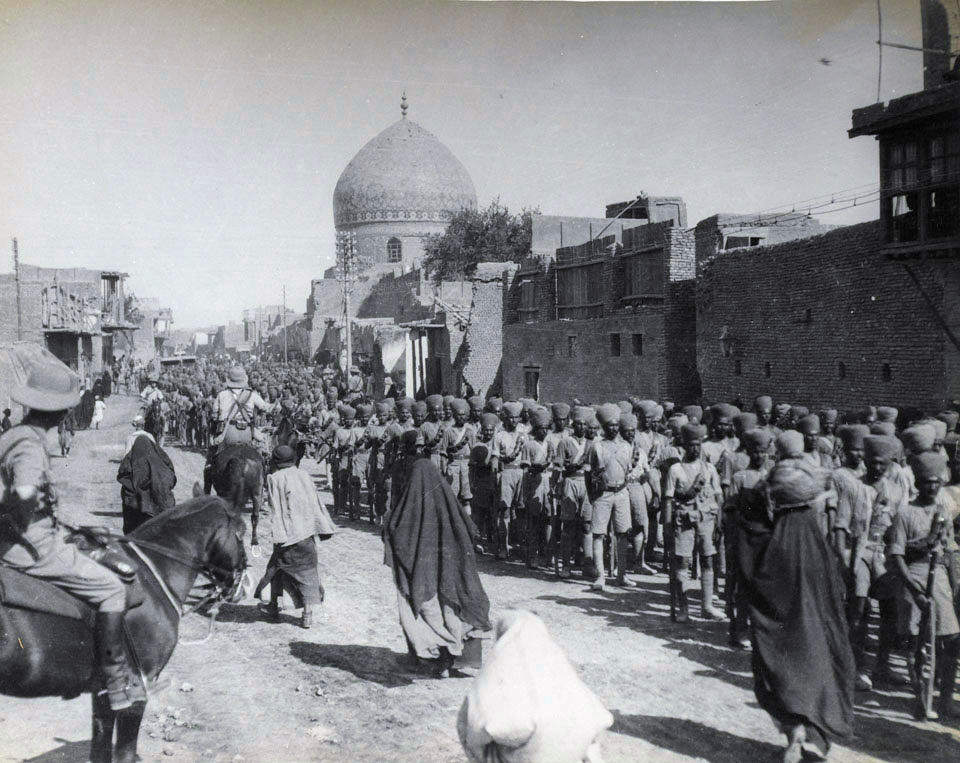
ورود نیروهای پیروزمند هندی به بغداد، ۱۱ مارس ۱۹۱۷

نیروهای بریتانیا در این کارزار شکستی نداشتند. نیروهای ژنرال مود با احتیاط پیش رفتند و از دو طرف رودخانه دجله پیشروی کردند. نیروهای عثمانی بر سر پادگانی به نام چم خدایری به می‌جنگیدند که انگلیسی‌ها پس از دو هفته محاصره (۶ تا ۱۹ ژانویه ۱۹۱۷) آن را تصرف کرده‌بودند. انگلیسی‌ها در ادامه مجبور شدند نیروهای عثمانی را از یک خط دفاعی قوی در امتداد رودخانه الغراف خارج کنند. این کار آنها دو هفته دیگر (از ۲۵ ژانویه تا ۴ فوریه) طول کشید. موضع دیگر عثمانی به نام چم دهرا، در ۱۶ فوریه گرفته شد. سرانجام، بریتانیایی‌ها کوت را در ۲۴ فوریه ۱۹۱۷ در دومین نبرد کوت بازپس گرفتند.
فرمانده محلی عثمانی، قره‌بکر بیگ، اجازه نداد نیروهایش مانند نیروهای ژنرال تاونشند در اولین نبرد کوت، در این شهر گرفتار شوند.
حرکت نیروهای پیاده بریتانیا به سوی بغداد در ۵ مارس ۱۹۱۷ از سر گرفته شد. سه روز بعد، سپاه مود به رودخانه دیاله در حومه شهر رسید.
خلیل پاشا تصمیم گرفت برای دفاع از بغداد، نیروهایش را در محل تلاقی دیالی و دجله در حدود ۵۶ کیلومتری جنوب بغداد مستقر کند. نیروهای عثمانی در برابر حمله اولیه بریتانیا در ۹ مارس مقاومت کردند. ژنرال مود سپس بیشتر نیروهای ارتش خود را به شمال منتقل کرد. او معتقد بود که می‌تواند از مواضع عثمانی پیشی بگیرد و مستقیماً برای بغداد ضربه بزند. خلیل پاشا در پاسخ، ارتش خود را از مواضع دفاعی خود خارج کرد تا در برابر انگلیسی‌ها را در آن سوی رودخانه مستقر شوند. تنها یک هنگ برای نگهداشت نیروهای دفاعی رودخانه دیاله باقی مانده بود. انگلیسی‌ها در ۱۰ مارس ۱۹۱۷ این هنگ را با یک حمله ناگهانی درهم شکستند. این شکست ناگهانی، خلیل پاشا را نگران کرد و به ارتش خود دستور داد تا به سمت شمال بغداد عقب‌نشینی کنند.
با اینکه مقامات عثمانی دستور تخلیه بغداد را در ساعت ۸ شب ۱۰ مارس صادر کردند، اما اوضاع به سرعت از کنترل خلیل پاشا خارج شد. انگلیسی‌ها به دنبال نیروهای عثمانی بودند و بغداد را بدون جنگ در ۱۱ مارس تصرف کردند. یک هفته بعد، ژنرال مود اعلامیه بغداد را صادر کرد که شامل این خط بود: "نیروهای ما، نه به‌عنوان فاتح یا دشمن، بلکه به عنوان آزادی‌بخش به شهرها و سرزمین‌های شما آمده‌اند، ". حدود نه هزار سرباز عثمانی اسیر انگلیسی‌ها شدند.
انگلیسی‌ها نگران بودند که دولت عثمانی تلاش کند دشت دجله را در سیل غرق کند. این ترس بی‌اساس بود؛ سربازان عثمانی هرگز اقدام به ایجاد سیل در منطقه نکردند.

## پی‌آمدها
نتیجه این نبرد، پیروزی قاطع برای انگلیس و یک شکست دیگر برای دولت عثمانی بود. تحقیر انگلیسی‌ها به دلیل از دست دادن کوت تا حدی برطرف شد. دولت عثمانی مجبور شد به عملیات نظامی خود در ایران پایان دهد و برای جلوگیری از حرکت انگلیسی‌ها برای تصرف موصل، ارتش جدیدی ایجاد کند.
بریتانیایی‌ها ولایت بصره را در نزدیکی آغاز جنگ در سال ۱۹۱۴ و اکنون مرکز ولایت بغداد را تصرف کرده بودند. اگرچه این خبر خوبی برای نیروهای انگلیسی بود، اما این امر باعث درگیری بوروکراتیک زیادی بین دولت انگلیس در لندن و دولت انگلیس در هند بر سر نحوه مدیریت منطقه شد.
زمانی که مود بغداد را تصرف کرد، بالفعل فرماندار میان‌رودان از بصره تا بغداد بود. سر پرسی کاکس، افسر سیاسی سپاه دجله، تلاش کرد اعلامیه‌ای صادر کند مبنی بر اینکه این ولایت تحت اداره مشترک بریتانیا و هند است، اما لندن به کاکس دستور داد که اعلامیه خود را صادر نکند. لندنی‌ها اعلامیه خود را صادر کردند و در آن از رهبران عرب خواستند تا به دولت بریتانیا کمک کنند.
در همان زمان، دولت استعماری هند عقاید متفاوتی داشت. به هر حال، آنها محرکان اصلی نبرد میان‌رودان بودند و می‌خواستند این منطقه جدید تحت کنترل مستقیم خودشان قرار گیرد.
این جنگ قدرت منجر به ایجاد کمیته اداری میان‌رودان به رهبری لرد کرزن شد. وظیفه اصلی آن، تعیین این بود که چه کسی بر ولایات بصره و بغداد حکومت کند. حکم آن، یک اداره بریتانیایی و نه انگلیسی-هندی برای بصره و یک مدیر عرب برای بغداد بود. دولت موقت، سرانجام به قیمومیت بریتانیا در میان‌رودان و قیمومیت عراق تبدیل شد.